# 麦金托什 (阿拉巴马州)
麦金托什（英文：McIntosh），是美国阿拉巴马州下属的一座城市。面积约为1平方英里（约合2.58平方公里）。根据2010年美国人口普查，该市有人口238人，人口密度为238.96/平方英里（约合92.25/平方公里）。